# Рудно (Пшисуський повіт)
Рудно (пол. Rudno) — село в Польщі, у гміні Борковиці Пшисуського повіту Мазовецького воєводства.
Населення — 154 особи (2011).
У 1975-1998 роках село належало до Радомського воєводства.

## Демографія
Демографічна структура станом на 31 березня 2011 року:
|          | Загалом | Допрацездатний вік | Працездатний вік | Постпрацездатний вік |
| -------- | ------- | ------------------ | ---------------- | -------------------- |
| Чоловіки | 74      | 13                 | 55               | 6                    |
| Жінки    | 80      | 14                 | 37               | 29                   |
| Разом    | 154     | 27                 | 92               | 35                   |